# Boeing ScanEagle

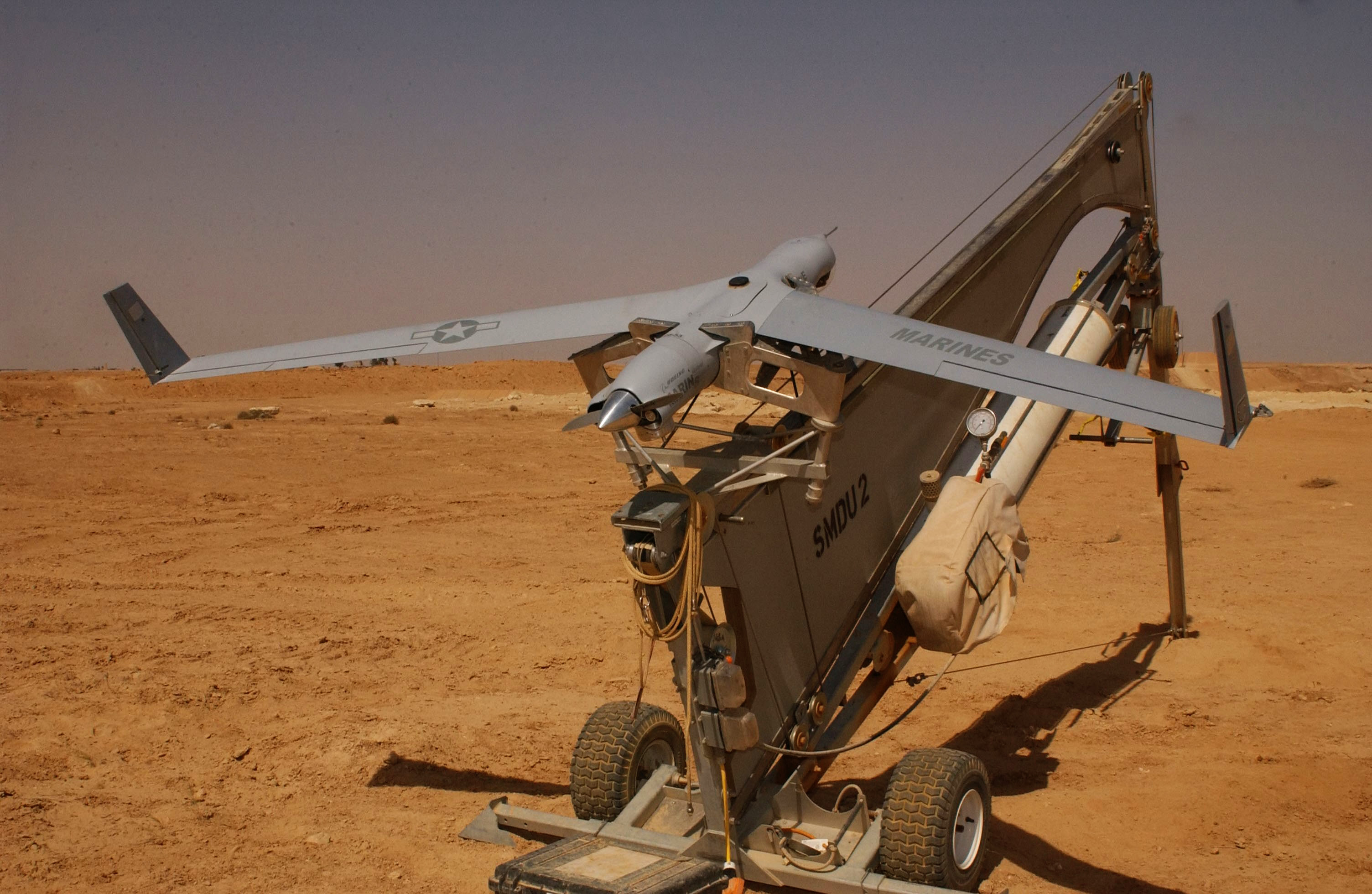
een ScanEagle op zijn katapultlanceerder.

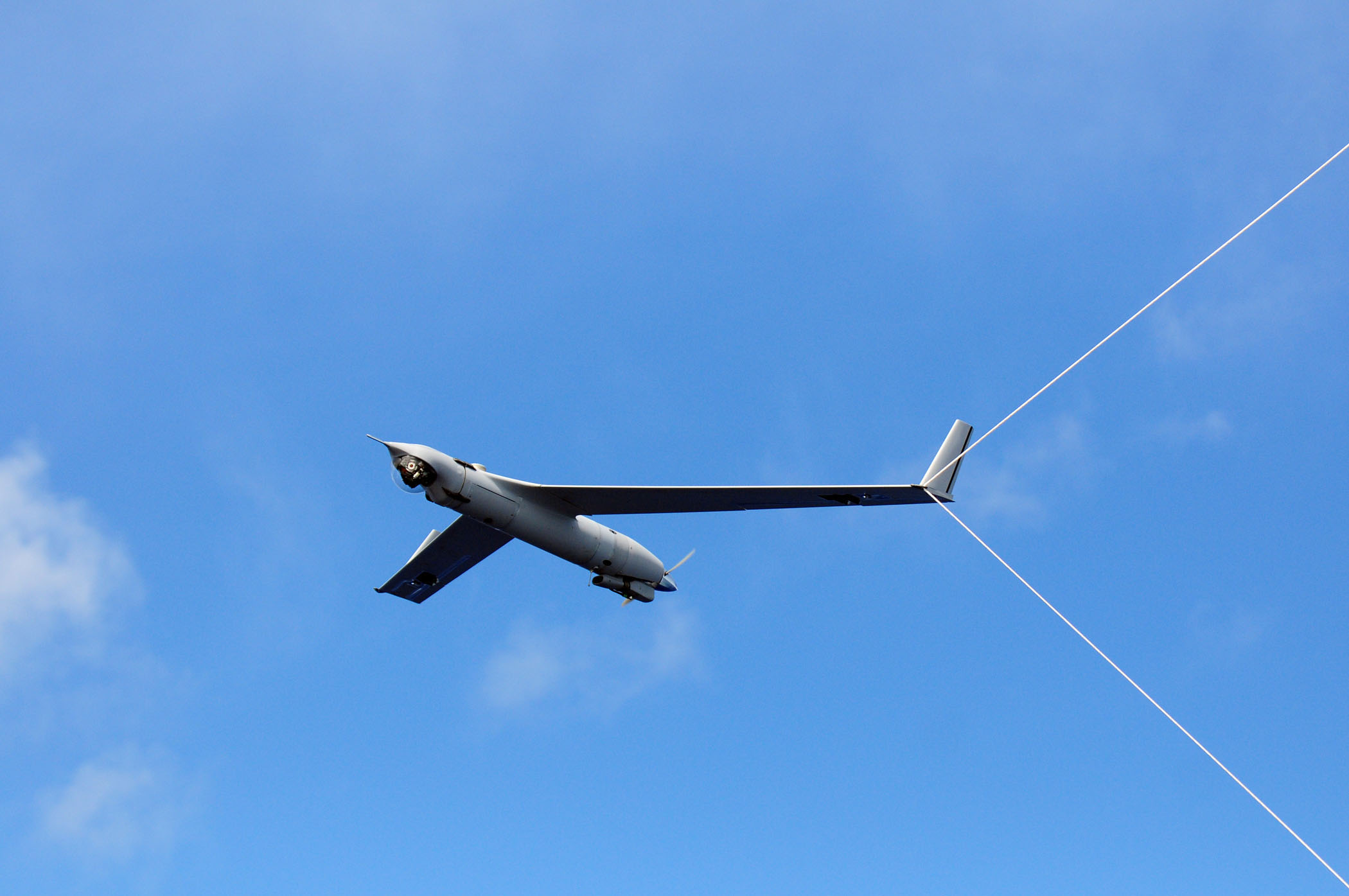
Recuperatie van een ScanEagle met de SkyHook.

De ScanEagle is een klein onbemand luchtvaartuig, gebouwd door Insitu, sinds 2008 een onderdeel van Boeing. Het wordt vooral gebruikt voor luchtverkenning, surveillance en het inwinnen van militaire inlichtingen. Het stuurt live videobeelden door via een digitaal geëncrypteerd signaal. Voor nachtopnamen kan een infraroodcamera gemonteerd worden. 
De romp van het toestel heeft een diameter van 17,8 cm. De vleugels hebben een pijlstand van 23°. Het toestel wordt aangedreven door een kleine tweetaktmotor van het type dat normaal op grasmachines wordt gebruikt, met een vermogen van 1,1 kW. De motor drijft een duwpropeller aan. Dankzij het lage brandstofverbruik kan het toestel meer dan 22 uur in de lucht blijven.
De ScanEagle heeft geen start- of landingsbaan nodig; het toestel wordt met een pneumatische katapult gelanceerd vanop een trailer en gerecupereerd met de SkyHook: een verticale kabel van 15 meter die een haak aan de vleugel van het toestel vangt. Het toestel wordt met behulp van een speciaal GPS-algoritme naar de kabel geleid.
Het US Marine Corps was de eerste klant voor de ScanEagle, in 2004. Het wordt inmiddels door strijdkrachten van talrijke andere landen, waaronder Nederland, gebruikt.
De opvolger van de ScanEagle is de grotere Boeing Insitu RQ-21 Blackjack.

## Gegevens van de ScanEagle
- Lengte: 1,55 of 1,71 m (afhankelijk van de gemonteerde instrumenten)
- Spanwijdte: 3,11 m
- Lege massa: 14-18 kg
- Maximale startmassa: 22 kg
- Vliegduur: tot meer dan 22 uur
- Plafond: 5.950 m
- Maximale snelheid: 41,2 m/s (148 km/h)
- Kruissnelheid: 90 tot 111 km/h